# Stensunds slott

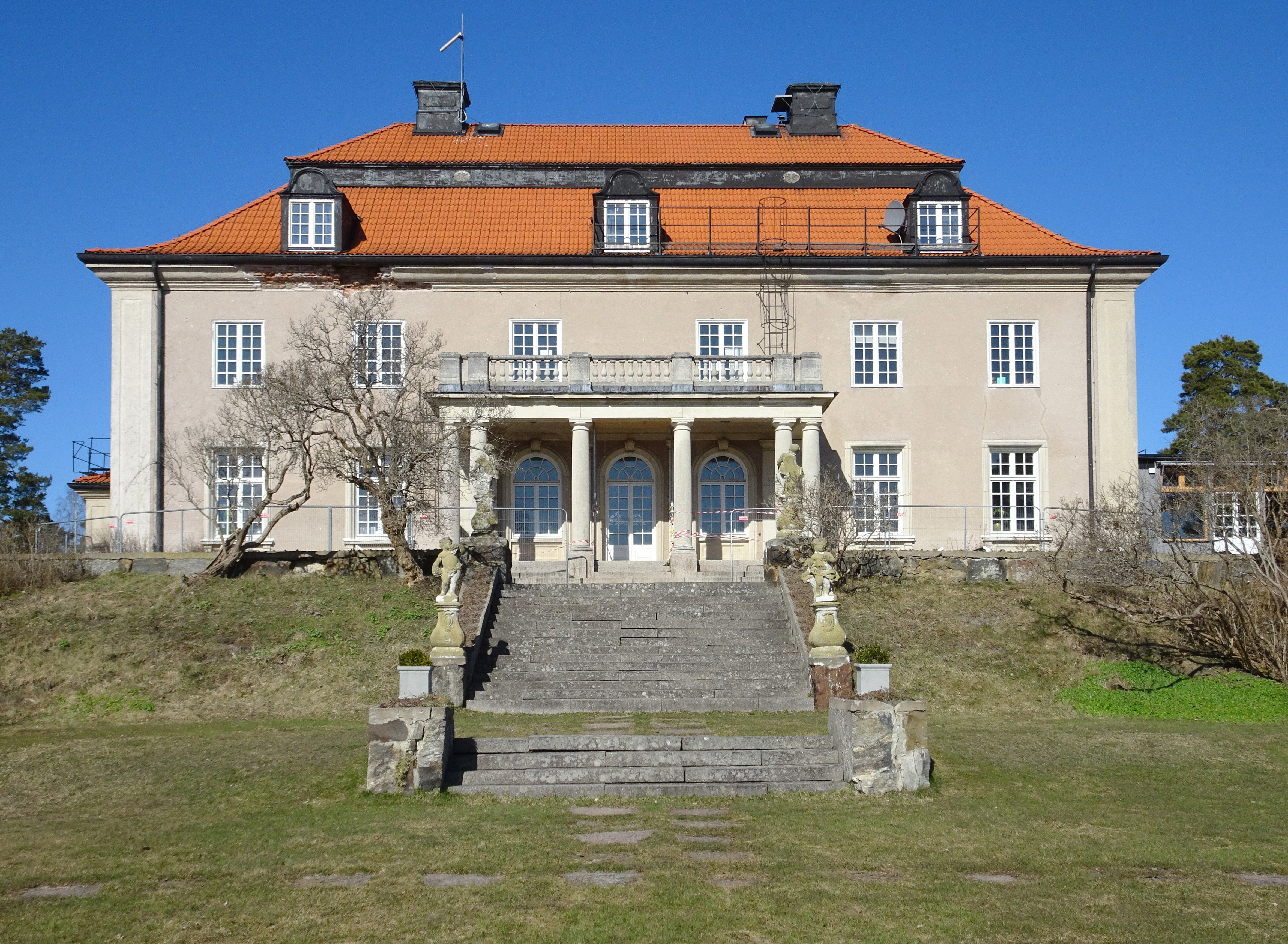
Huvudbyggnaden, gårdssidan, 2022.

Stensund (även kallad Ethelsborg) är en slottsliknande herrgård vid Folkbildningsvägen i Trosa kommun i Södermanlands län. Huvudbyggnaden uppfördes 1919 och används sedan 1950 av Stensunds folkhögskola som drivs av Svenska frisksportförbundet. Byggnaden ligger cirka 3,7 kilometer öster om Trosa med vidsträckt utsikt över Gälöfjärden.

## Byggnadens historia

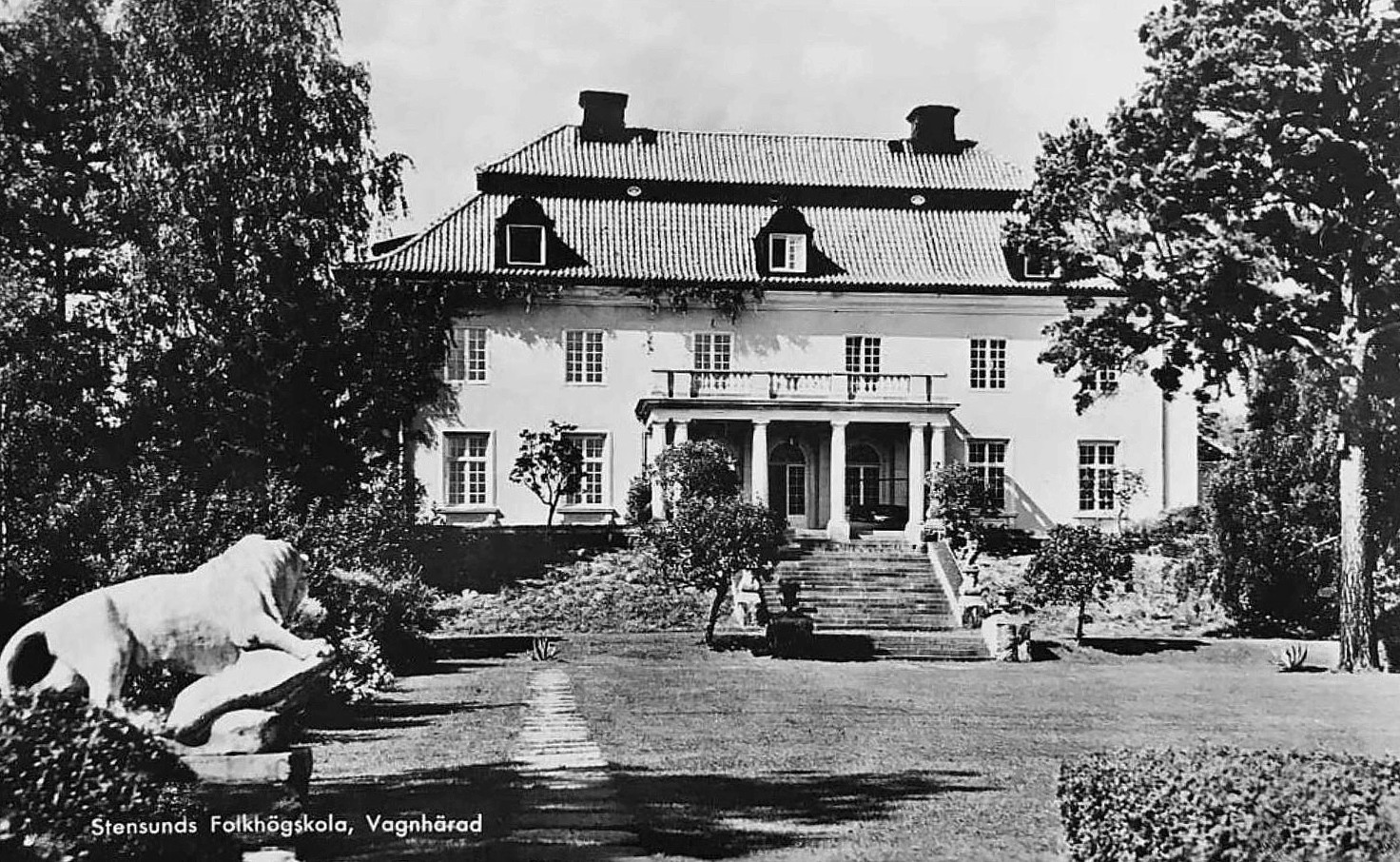
Huvudbyggnaden, gårdssidan, 1952.

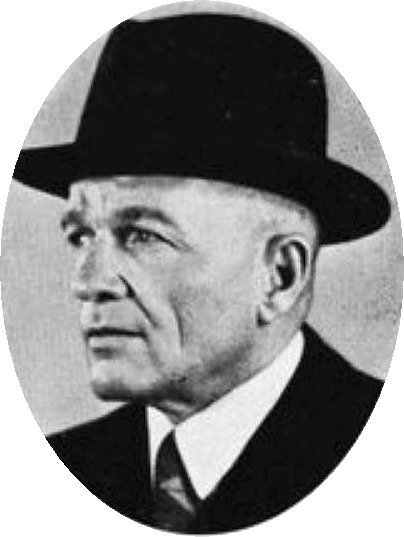
Byggherren Löfgren.

Interiör
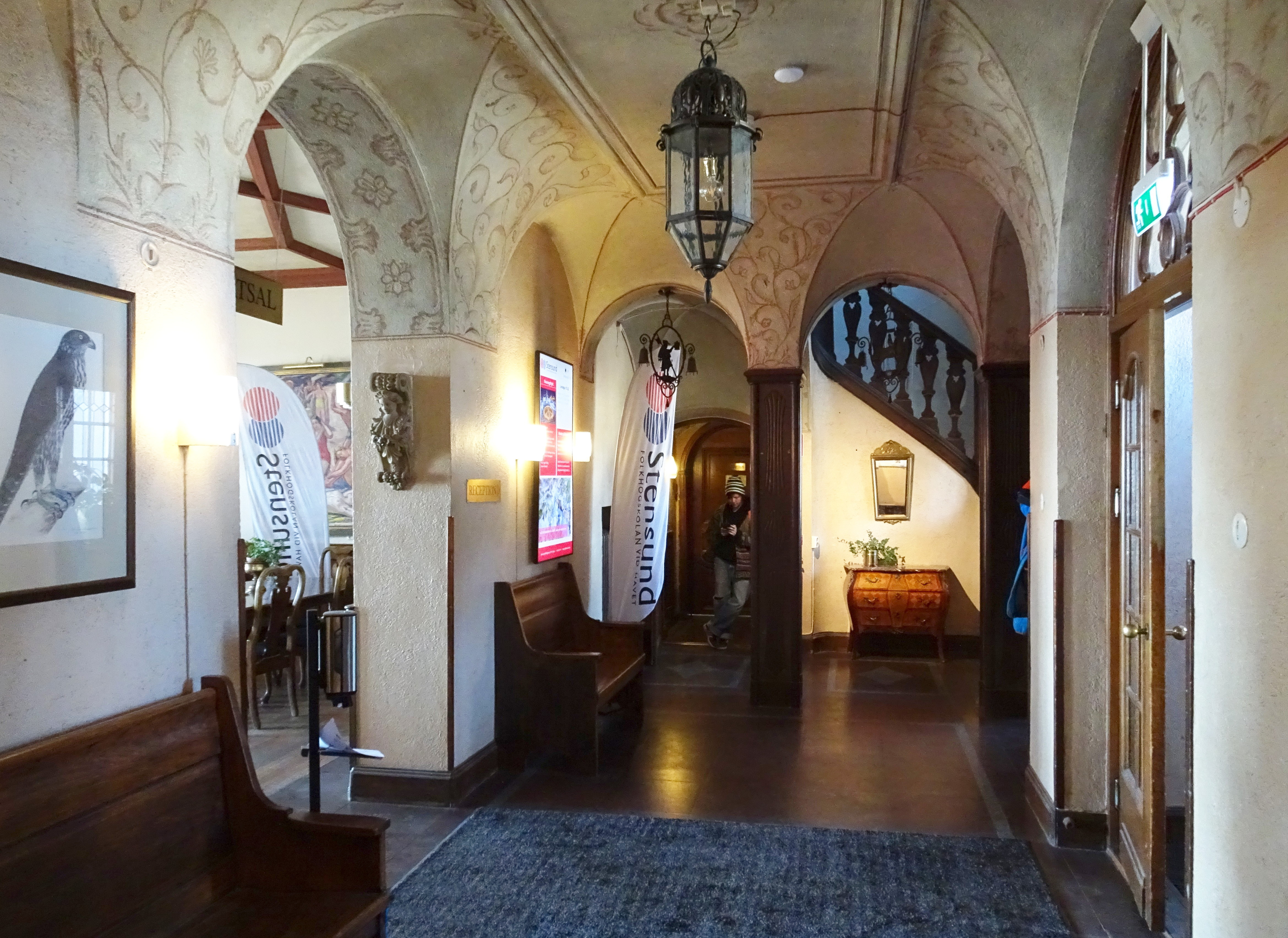
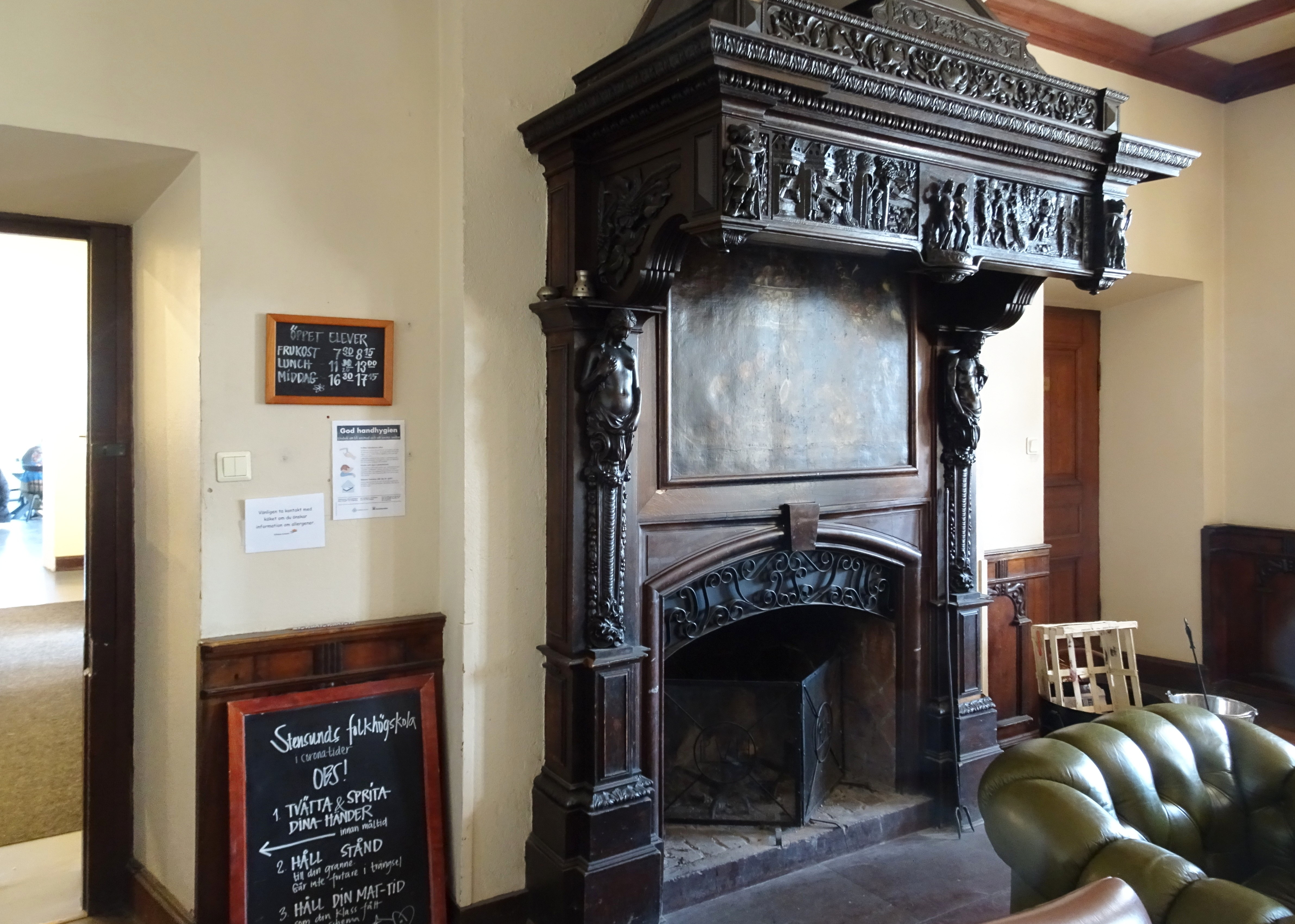
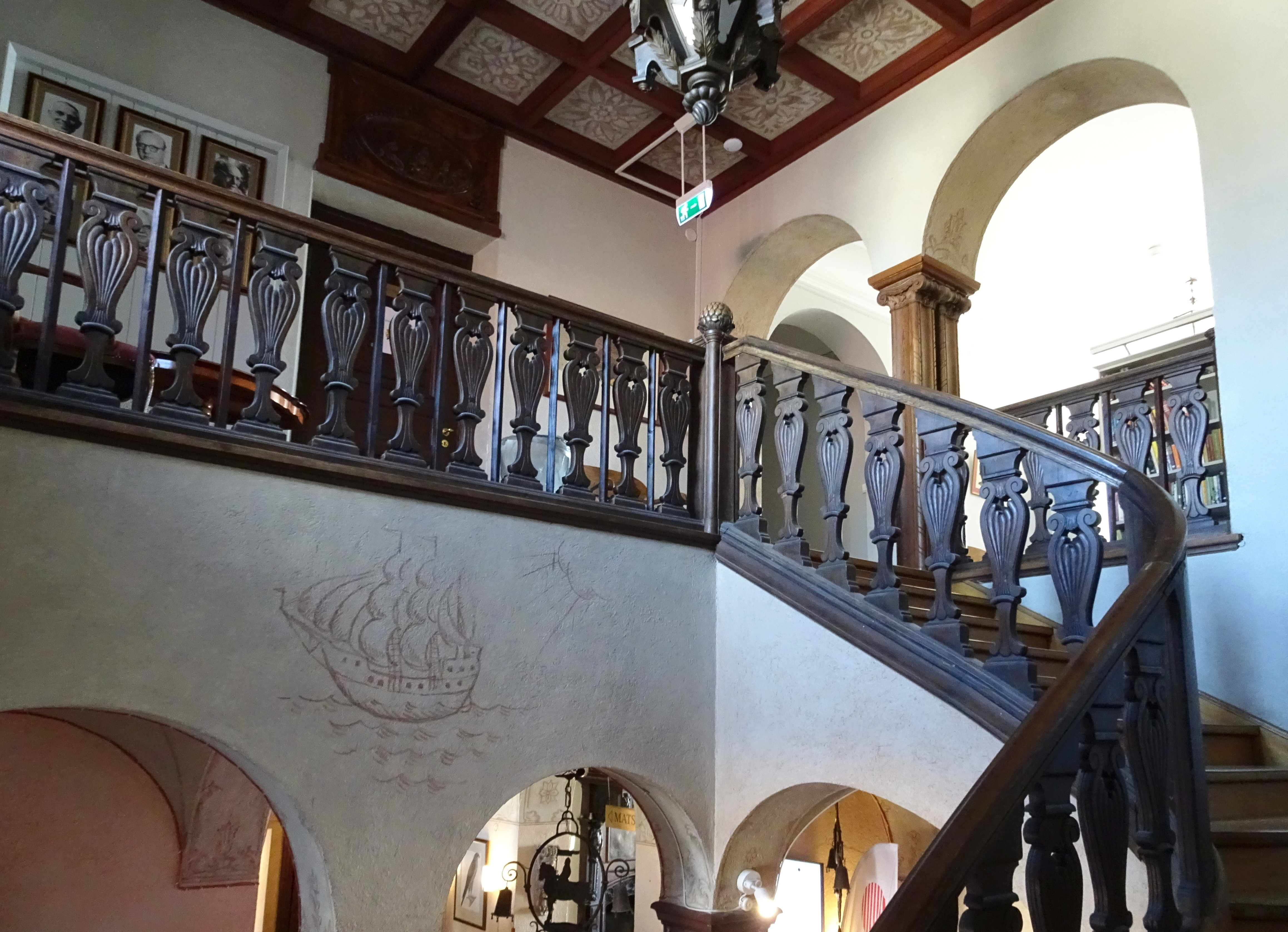
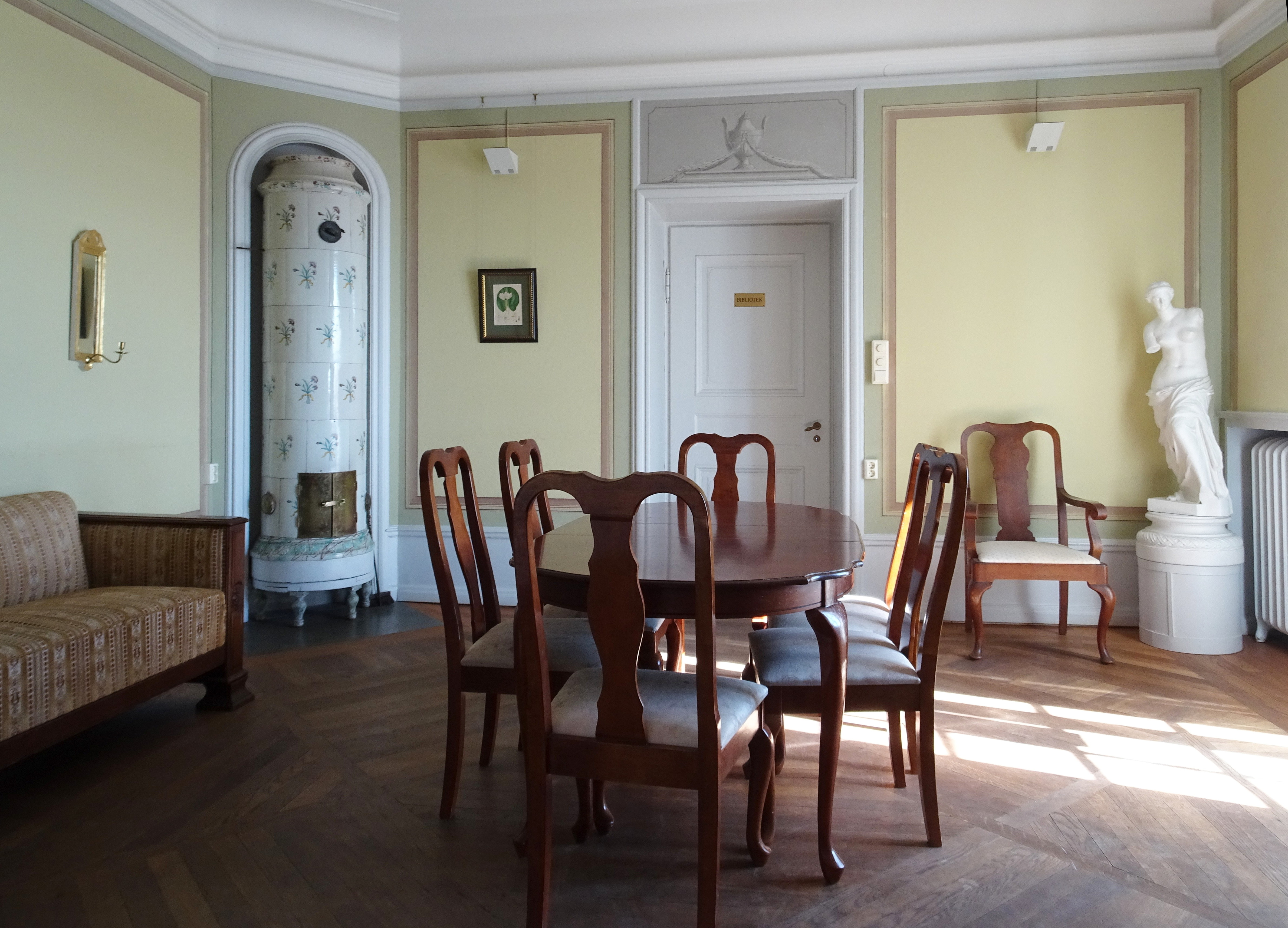

Stensunds herrgård byggdes mellan 1918 och 1920 på uppdrag av skeppsredaren Emil Löfgren på mark som han förvärvat 1917 från närbelägna Åda säteri. Nära byggplatsen fanns utgården Stensund som lydde under Åda. Arkitekten var Arvid Stille som ritade en  herrgårdsliknande pastisch från 1700-talet med gråputsad fasad under ett karolinskt säteritak. Huvudentrén smyckas av en sandstensportal krönt av en kartusch med inskription Anno 1919 vilket anger årtalet för byggets färdigställande. Mot nordväst flankeras huvudbyggnaden av två envåningsflyglar.
Fasaden mot söder domineras av en kolonnburen altan. Därifrån leder en generös fritrappa ner till den parkliknade trädgården varifrån man har en vidsträckt utsikt över havet. Löfgrens nybygge kallades till en början Ethelsborg efter hustrun Ethel Felicia Löfgren som fick det i morgongåva. Bland lokalbefolkningen gick byggnaden dock alltid under benämningen Stensunds slott.
Efter några år köptes egendomen av generalkonsuln och hovjuveleraren Jean Jahnsson, som förvärvade en mängd konst av olika slag till slottet, bland annat en av Sveriges främsta privatsamlingar av gamla vapen. Jahnsson drabbades hårt av Kreugerkraschen i början av 1930-talet och blev av med sina rikedomar och tvingades lämna Stensund.
År 1933 blev Carl Matthiessen, kallad Banankungen, ny ägare till slottet. Han placerade i trädgården fyra statyer av sandsten som symboliserar de fyra årstiderna samt två lejonskulpturer, importerade från Frankrike. Dessa statyer står ännu kvar. I byggnaden finns även konstföremål bevarade från Jean Jahnssons tid, likaså några oljemålningar deponerade av Nationalmuseum.

Exteriör
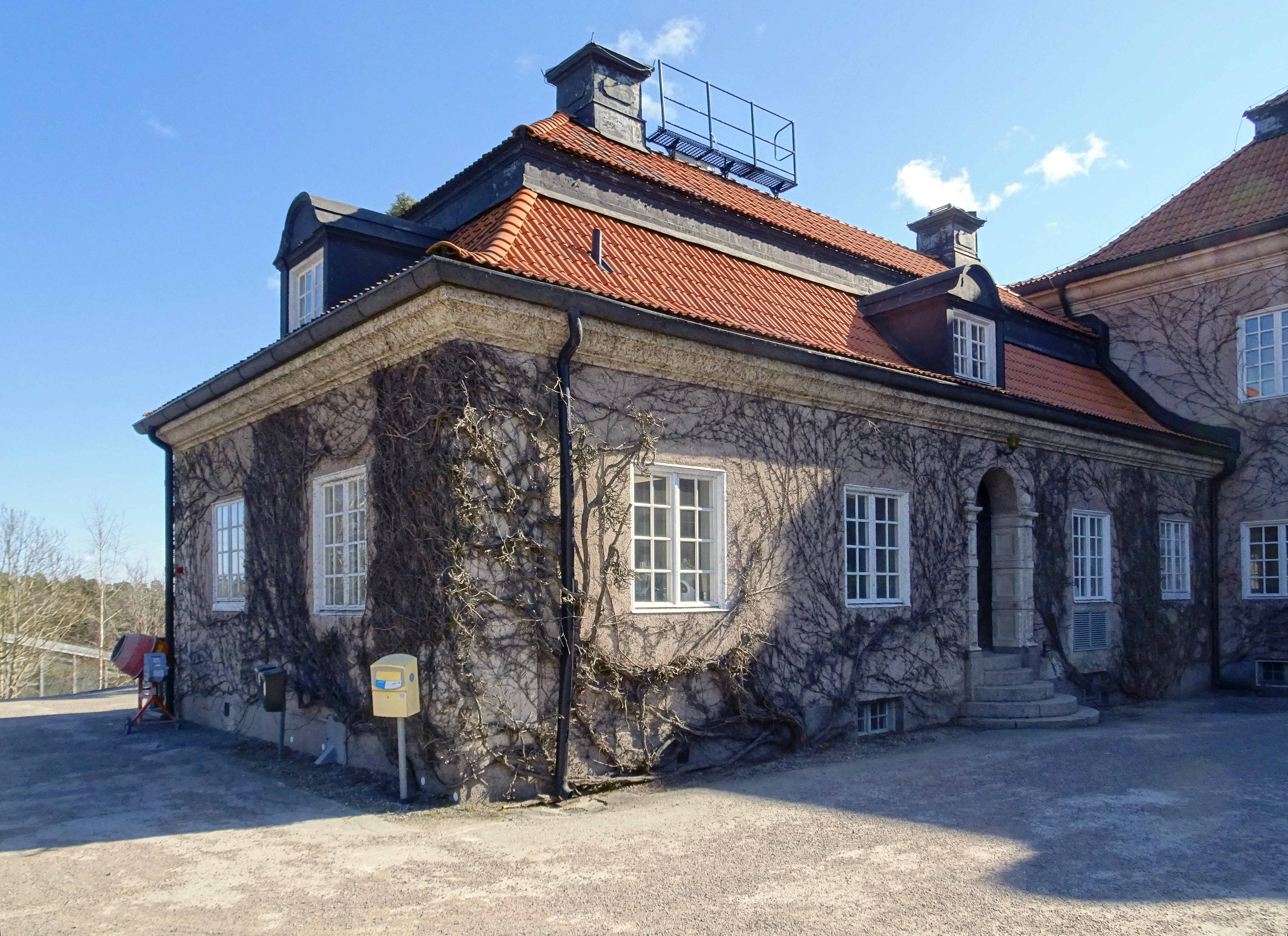
Nordöstra flygeln.
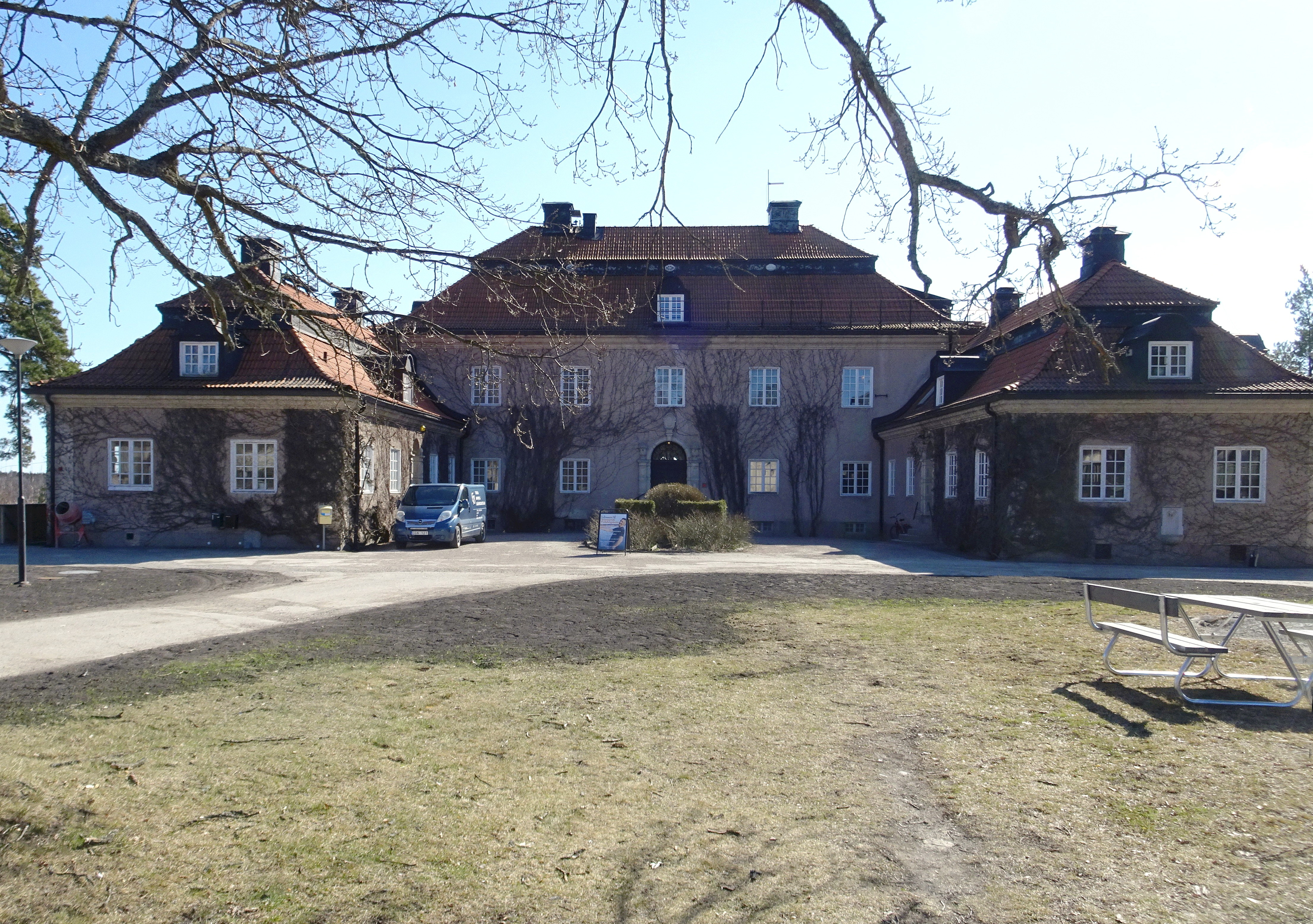
Huvudbyggnaden från norr.
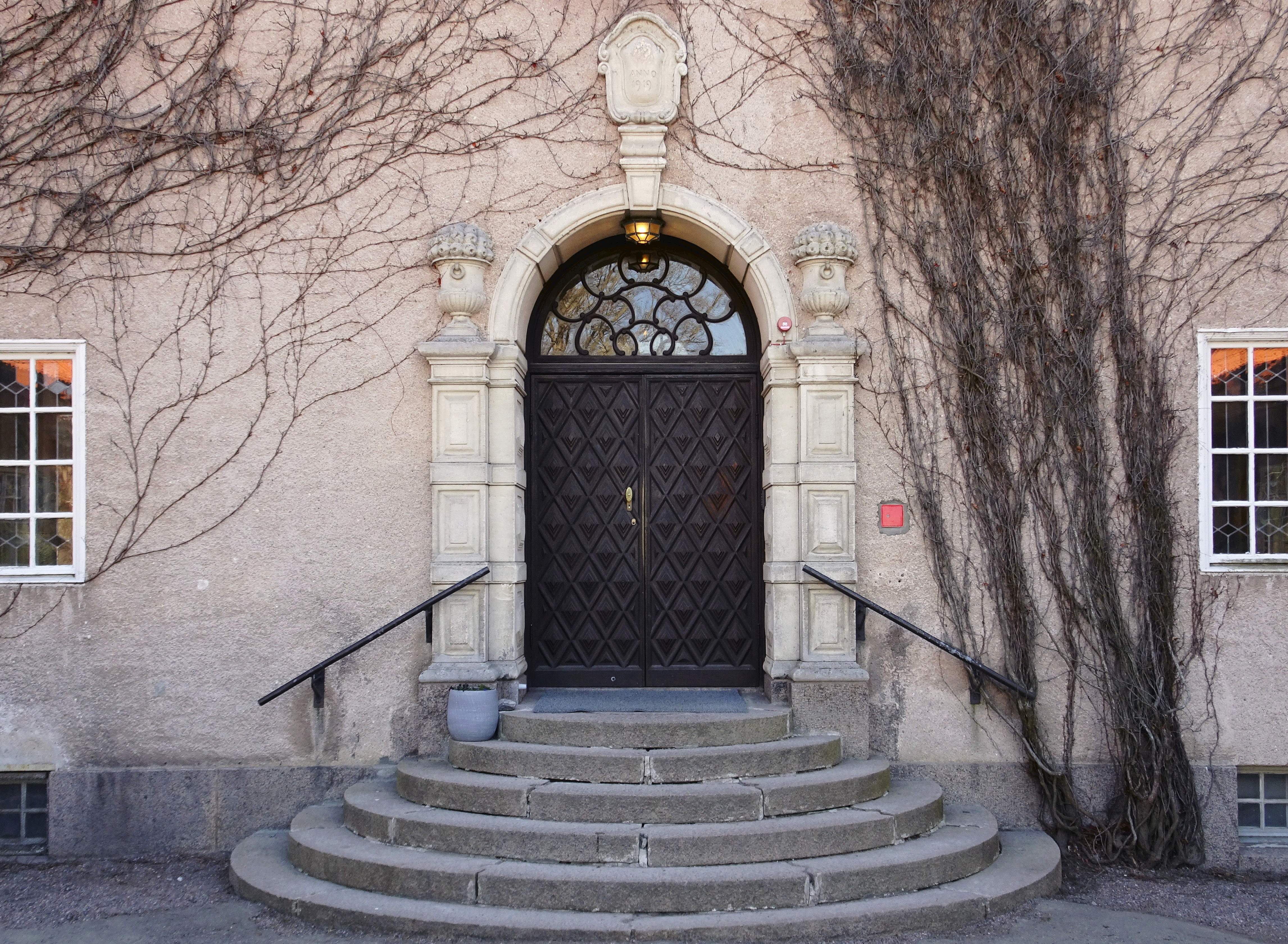
Huvudportal.
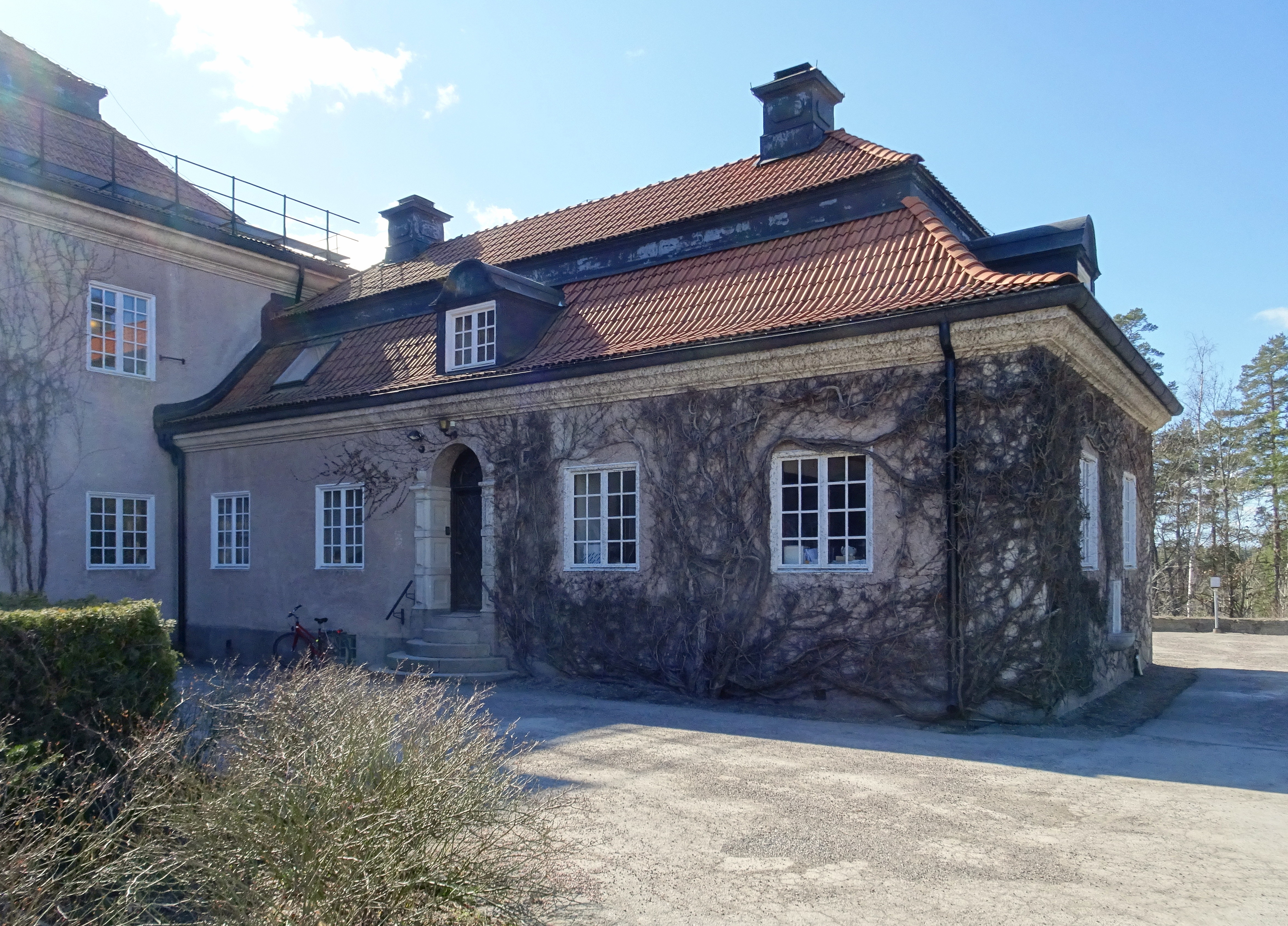
Sydöstra flygeln.

- Interiör

### Stensund blir folkhögskola
Frisksportentusiasten Conrad Åhlberg köpte egendomen 1944, och ett år senare förvärvades stället inklusive 75 tunnland av Svenska Frisksportförbundet. Den 23 oktober 1950, startades Stensunds folkhögskola. Till skolans första rektor utsågs Jan Ottosson. På 1960-talet kompletterades huvudbyggnaden i nordväst med flera moderna byggnader som bland annat inhyser gymnastiksal, samlingssal och lärosalar samt elevbostäder. 1967 tillkom även en rektorsbostad.